# Ela Amida
Ela Amida foi um governante do Reino de Axum, que reinou sete anos de 432 a 439. 

## Reinado
Pouco se sabe de sua história, o que sabemos chegou ao nosso conhecimento através de três inscrições recolhidas por James Theodore Bent, duas em gueês e uma bilíngue (grego e sabeano) . Ela Amida foi pai de Ebana de Nezana e Tazena e tinha o titulo de bisi halen.  
Bent acreditava a partir da tradução da Inscrição Bilíngue e da Inscrição Nº 2  que Ela Amida era chamado de Aizana (Ezana) e que tinha como irmãos e generais Saizana (Seazana) e Adefas (Afide). E que estes foram encarregados de conter uma rebelião dos begas um povo que vivia na confluência do rio Nilo e do Atbara. 